# Kees Krijgh
Kees Krijgh (* 13. února 1950, 's-Hertogenbosch) je bývalý nizozemský fotbalista, obránce.

## Fotbalová kariéra
V nizozemské lize hrál za NEC Nijmegen, FC Den Bosch a PSV Eindhoven. S PSV Eindhoven získal třikrát mistrovský titul a dvakrát nizozemský fotbalový pohár. V roce 1978 vyhrál s PSV Eindhoven Pohár UEFA. Dále hrál belgickou ligu za Cercle Brugge KSV. Kariéru končil v nizozemské lize v týmu Willem II Tilburg. V Poháru mistrů evropských zemí nastoupil ve 14 utkáních, v Poháru vítězů pohárů v 8 utkáních a v Poháru UEFA nastoupil v 10 utkáních a dal 1 gól. Za nizozemskou reprezentaci nastoupil v roce 1975 ve 2 utkáních.

## Ligová bilance
| Ročník                     | Zápasy | Góly | Klub              |
| -------------------------- | ------ | ---- | ----------------- |
| Eredivisie 1969/70         | 18     | 0    | NEC Nijmegen      |
| Eredivisie 1970/71         | 5      | 0    | NEC Nijmegen      |
| 2. nizozemská liga 1970/71 | 0      | 0    | De Graafschap     |
| Eredivisie 1971/72         | 34     | 0    | FC Den Bosch      |
| Eredivisie 1972/73         | 34     | 0    | PSV Eindhoven     |
| Eredivisie 1973/74         | 22     | 0    | PSV Eindhoven     |
| Eredivisie 1974/75         | 32     | 2    | PSV Eindhoven     |
| Eredivisie 1975/76         | 34     | 0    | PSV Eindhoven     |
| Eredivisie 1976/77         | 25     | 1    | PSV Eindhoven     |
| Eredivisie 1977/78         | 31     | 0    | PSV Eindhoven     |
| Eredivisie 1978/79         | 31     | 2    | PSV Eindhoven     |
| Jupiler Pro League 1979/80 | 31     | 2    | Cercle Brugge KSV |
| Jupiler Pro League 1980/81 | 30     | 2    | Cercle Brugge KSV |
| Eredivisie 1981/82         | 29     | 0    | Willem II Tilburg |
| Eredivisie 1982/83         | 33     | 0    | Willem II Tilburg |
| Eredivisie 1983/84         | 0      | 0    | Willem II Tilburg |
| CELKEM 1. nizozemská liga  | 328    | 7    |                   |
| CELKEM 1. belgická liga    | 61     | 4    |                   |